# Cầu đường sắt Citadel
Cầu đường sắt Citadel (hay còn được gọi là przy Cytadeli) là một cây cầu ở Warsaw, bắc qua sông Vistula. Nó mở cửa vào tháng 11 năm 1875 và được mở rộng phần thứ hai vào năm 1908. Nó đã bị nổ tung lần cuối cùng vào năm 1944 và sau đó được thay thế bằng cầu Gdański.

## Lịch sử
Cầu Kierbedzia, được xây dựng vào năm 1864, ban đầu được lên kế hoạch là một cầu đường sắt, kết nối nhà ga xe lửa Petersburg (nay là ga Warszawa Wileńska) với nhà ga xe lửa Vienna (Dworzec Wiedeński, đã bị phá hủy vào năm 1944). Các kế hoạch này đã bị bỏ hoang và cây cầu được xây dựng chỉ để vận chuyển trên đường (với đường ray dành cho xe kéo ngựa). Nó đã được quyết định ngay sau đó để xây dựng một cây cầu đường sắt ở một nơi khác ở Warsaw.
Sự lựa chọn vị trí xa hơn về phía bắc, tại Thành cổ Warsaw (phía nam pháo đài). Cây cầu này được xây dựng từ tháng 4 năm 1873 và được khánh thành vào tháng 11 năm 1875. Nó được gọi đơn giản là "Cây cầu thứ hai" (vì đây là cây cầu Warsaw thứ hai đi qua sông Vistula). Chính thức nó được gọi là "Cầu đường sắt", mặc dù nó được sử dụng như một cầu đường sắt và đường bộ. Cây cầu có một đường ray chạy ở một bên và bên thấp hơn được thiết kế cho giao thông dành cho người đi bộ và xe cộ vốn chỉ dành cho giao thông quân sự nhưng giao thông dân sự cũng được cho phép.
Cây cầu hóa ra lại không đủ công suất, chủ yếu vì nó chỉ có một tuyến đường ray. Vì lý do này, đến năm 1908, "Cầu đường sắt thứ hai" đã được xây dựng. Nó còn được gọi là "Cây cầu thứ tư" (sau cây cầu Poniatowski thứ ba, được xây dựng từ năm 1904 đến 1914). Nó được xây dựng ngay bên cạnh cây cầu đầu tiên (về cơ bản cả hai là một cây cầu) và có hai đường ray xe lửa. Cầu đường sắt hiện tại đã được bàn giao cho thành phố và chỉ điều chỉnh cho giao thông đường bộ.
Cả hai cây cầu đều có cùng số phận với những cây cầu khác ở Warsaw - vào ngày 5 tháng 8 năm 1915, chúng bị nổ tung bởi lực lượng Nga đang rút lui. Cây cầu từ năm 1875 bị mất ba nhịp trong khi cây cầu khác từ năm 1908 mất bốn nhịp trung tâm (thứ ba, thứ tư, thứ năm và thứ sáu, tính từ Thành cổ). 

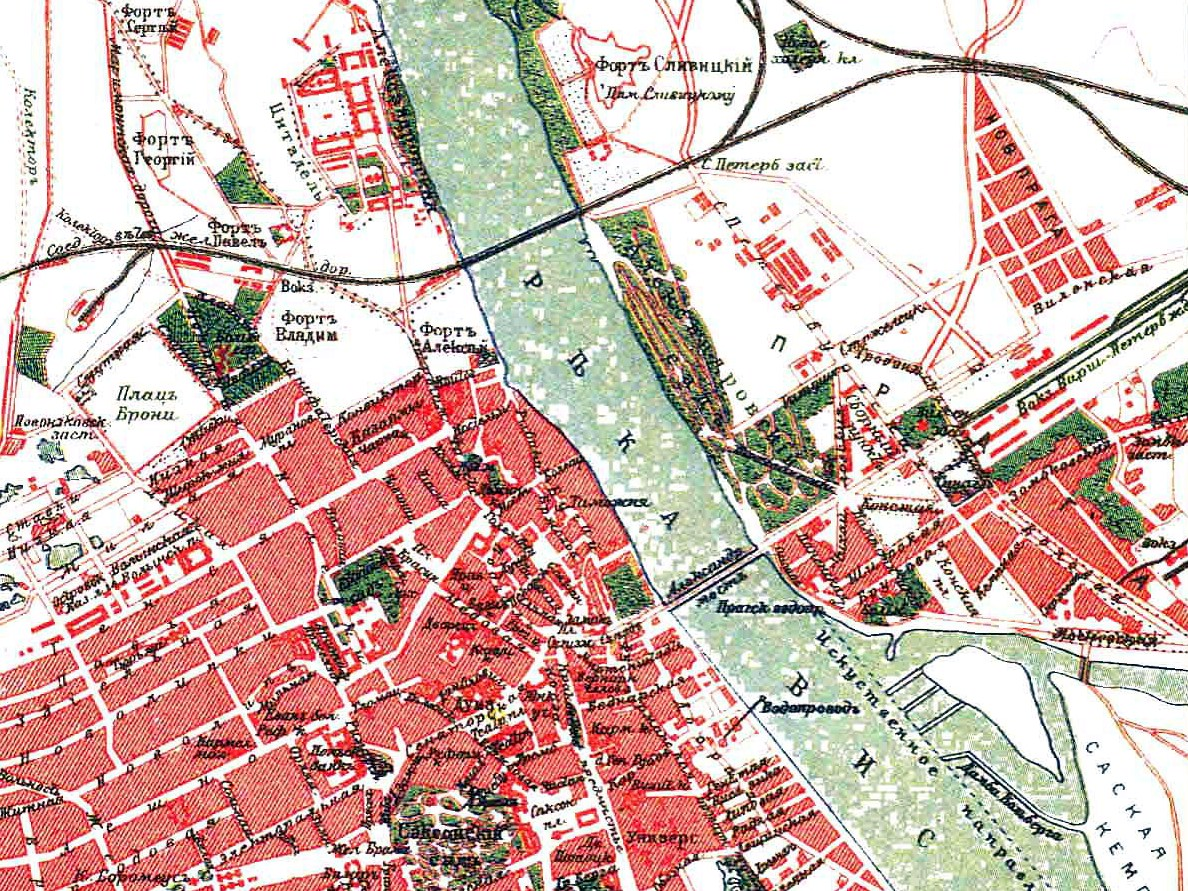
Một bản đồ từ năm 1900 cho thấy Cầu Thành cổ là một trong hai cây cầu duy nhất ở Warsaw

Cây cầu thứ hai được người Đức xây dựng lại trong Thế chiến thứ nhất. Cây cầu thứ tư được xây dựng lại trong Thế chiến thứ nhất hoặc ngay sau khi hoàn thành, và vào mùa hè năm 1920, nó đã được xây dựng lại thành cây cầu đường bộ quân sự dưới sự chỉ đạo của Bronisław Plebiński.
Cả hai cây cầu lại một lần nữa bị nổ tung vào ngày 13 tháng 9 năm 1944 bởi quân Đức đang rút khỏi Praga.
Ngay sau Thế chiến II năm 1959, cây cầu Gdański mới được xây dựng trên những cây cột của cây cầu cũ. Cây cầu ngày nay đứng ở cùng một nơi với cây cầu trước chiến tranh của nó.
Vào năm 2009, một phần của cây cầu cũ đã được khai quật để trưng bày trước công chúng khi một đoạn của cầu Kierbedzia được tái phát hiện vào năm 2011.